# Ctenus trinidensis
Ctenus trinidensis este o specie de păianjeni din genul Ctenus, familia Ctenidae. A fost descrisă pentru prima dată de Alayón în anul 2001. Conform Catalogue of Life specia Ctenus trinidensis nu are subspecii cunoscute.